# 赤穂市立坂越中学校
赤穂市立坂越中学校（あこうしりつ さこしちゅうがっこう）は、兵庫県赤穂市浜市にある公立中学校。
校名は旧村名にちなみ天然の良港である「坂越」を校名に名乗るが、校地は港町である「坂越」から山と千種川を隔てた浜市地区にある。

## 沿革
戦後の学制改革において、坂越町・高雄村の両町村は当初単独で新制中学校を設立し、のちに両町村は組合設立に動き組合立中学校を設立した。両町村が赤穂市に編入されて現在に至る。以下、公式HP「学校案内」による。
- 1947年（昭和22年）4月22日 - 前身校である坂越町立坂越中学校、高雄村立高雄中学校開校。坂越中は現在地の青年学校跡に、高雄中は高雄小学校に併設[1]。
- 1948年（昭和23年）11月 - 坂越中に兵庫県立上郡高等学校坂越分校（定時制）開設[3]。
- 1949年（昭和24年）11月19日 - 坂越中・高雄中を統合、赤穂郡坂越町・高雄村組合立坂越中学校に改称。坂越中を本校、高雄中を坂越中の分校とする。
- 1950年（昭和25年）4月1日 - 高雄分校を廃止し、坂越中に完全統合[1]。
- 1951年（昭和26年）9月1日 - 坂越町、高雄村が赤穂町と合併し赤穂市となるに伴い、赤穂市立坂越中学校となる。
- 1952年（昭和27年）4月1日 - 上郡高校坂越分校を兵庫県立赤穂高等学校定時制に移管[4]。
- 1966年（昭和41年）3月22日 - 校歌制定（作詞:松井利男、作曲:秋月直胤）。
- 1981年（昭和56年）1月20日 - 保健体育優良校全国表彰。
- 1987年（昭和62年）12月24日 - 兵庫県くすのき賞受賞。
- 1989年（平成元年）9月6日 - 兵庫県立赤穂養護学校と交流姉妹校結成式。
- 1991年（平成3年）4月23日 - 心身障害児理解推進校として文部省初等中等教育局長より感謝状。
- 1993年（平成5年）3月8日 - 兵庫県交通安全協会賞受賞。
- 2007年（平成19年）4月1日 - 兵庫県より環境教育実践推進校に指定される。
- 2023年（令和5年）4月7日 - この年の新入生より制服リニューアル実施。

## 部活動
- 野球部
- 女子バレーボール部
- 女子ソフトテニス部
- 剣道部
- 水泳部
- 陸上競技部
- 和太鼓部

## 進学前小学校
以下の小学校の通学区域。旧坂越町・高雄村区域。
- 赤穂市立坂越小学校
- 赤穂市立高雄小学校

## 交通アクセス
- JR赤穂線坂越駅より約600m。徒歩約8分

## 出身者
- 牟礼正稔 - 赤穂市長

## 通学区域が隣接している学校
- 赤穂市立赤穂東中学校
- 赤穂市立赤穂中学校
- 赤穂市立赤穂西中学校
- 赤穂市立有年中学校
- 相生市立矢野川中学校
- 相生市立那波中学校